# Bangor (Maine)
Pour les articles homonymes, voir Bangor.
Bangor est une ville du nord-est des États-Unis, dans l'État du Maine. Sa population était de 33 039 habitants lors du recensement de 2010. C'est le siège du comté de Penobscot et le centre commercial principal de l'est, du centre et du nord du Maine ainsi que la troisième ville de l’État. 6 % de la population parle le français à la maison.

## Histoire
Son nom lui a été donné en 1791, lors de son intégration au Massachusetts par le pasteur Seth Noble. Celui-ci partit pour Boston avec une demande d'incorporation au nom de Sunbury, qu'il remplaça par Bangor. Nom donné d'après un cantique irlandais dont la musique fut composée par William Tans’ur qui portait le titre de Bangor en référence à l'Antiphonaire de l'abbaye irlandaise de Bangor. ( Cf les autres villes nommées Bangor).

## Géographie
Bangor est située sur les rives du fleuve Penobscot et son centre-ville est traversé par la rivière Kenduskeag qui se jette ensuite dans le Penobscot. Selon le Bureau du recensement des États-Unis, la ville a une superficie de 90 km2, dont 89,2 km2 de terre et 0,8 km2 d'eau, soit 0,86 % du total.
|                 |                   | Eddington (Maine), Veazie (Maine) |
| Hermon (Maine)  | Bangor            |                                   |
| Hampden (Maine) | Orrington (Maine) | Holden (Maine)                    |

## Transports
Bangor possède un aéroport (Aéroport international de Bangor, code AITA : BGR).

## Lieux et monuments
- Le Thomas Hill Standpipe, célèbre château d'eau de Bangor de style bardeaux ;

- La statue de Paul Bunyan construite en 1959, située à l'entrée de la ville ;
- La bibliothèque publique de Bangor ;
- L'église catholique St. John ;
- Le cimetière de Mount Hope ;
- L'University of Maine Museum of Art ;

## Personnalités liées à la ville
Bangor a vu la naissance de l'un des plus anciens récipiendaires de la Médaille d'honneur du Congrès dans l’État du Maine : le sergent Henry J. Hyde, né le 11 février 1846, cité pour sa conduite remarquable lors des guerres amérindiennes durant l'hiver 1872-1873.
- Courtney LaPlante, chanteuse et compositrice du groupe de metal canadien Spiritbox y est née.
- Édouard Kent, maire en 1836-1837 ;
- Stephen King, né dans le Maine, possède une maison dans cette ville. Il situe plusieurs de ses histoires dans les environs de Bangor ;
- Charlie O. Howard, jeune homosexuel agressé par trois adolescents et mort noyé dans le canal de la Kenduskeag en 1984.
- Stephanie Niznik, actrice américaine (1967-2019) y est née.

## Jumelages
Bangor est jumelée avec les villes de :
- Saint-John, Nouveau-Brunswick, Canada
- Harbin, Heilongjiang, Chine[6]

## Galerie

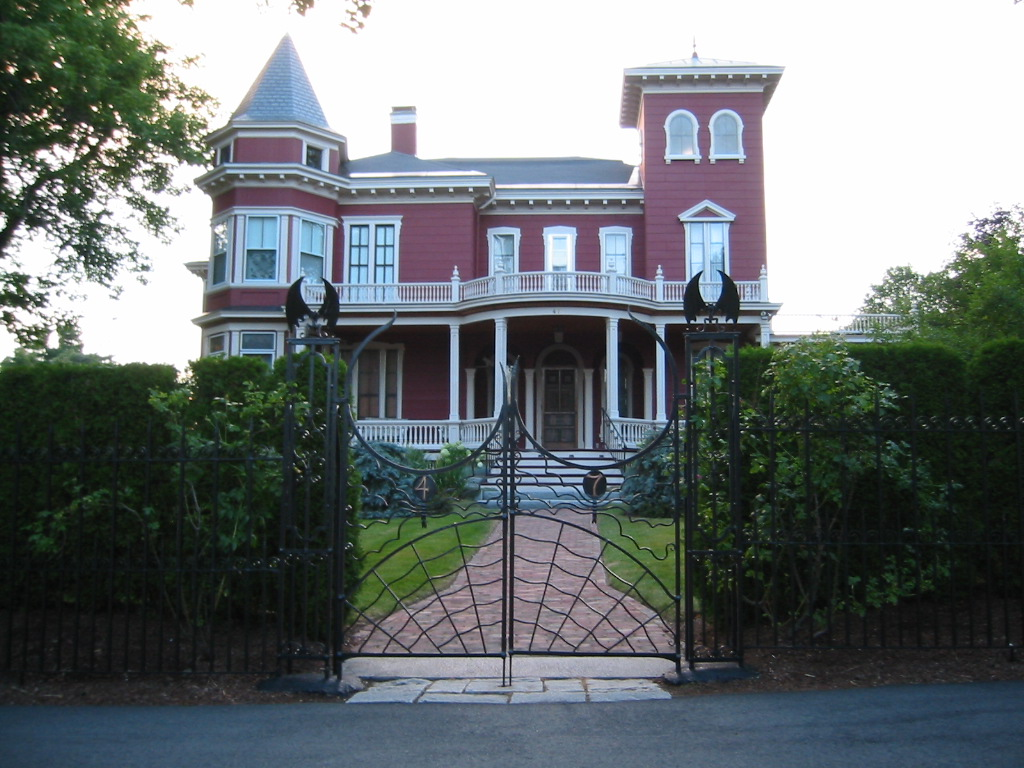
La William Arnold House, maison de Stephen King.
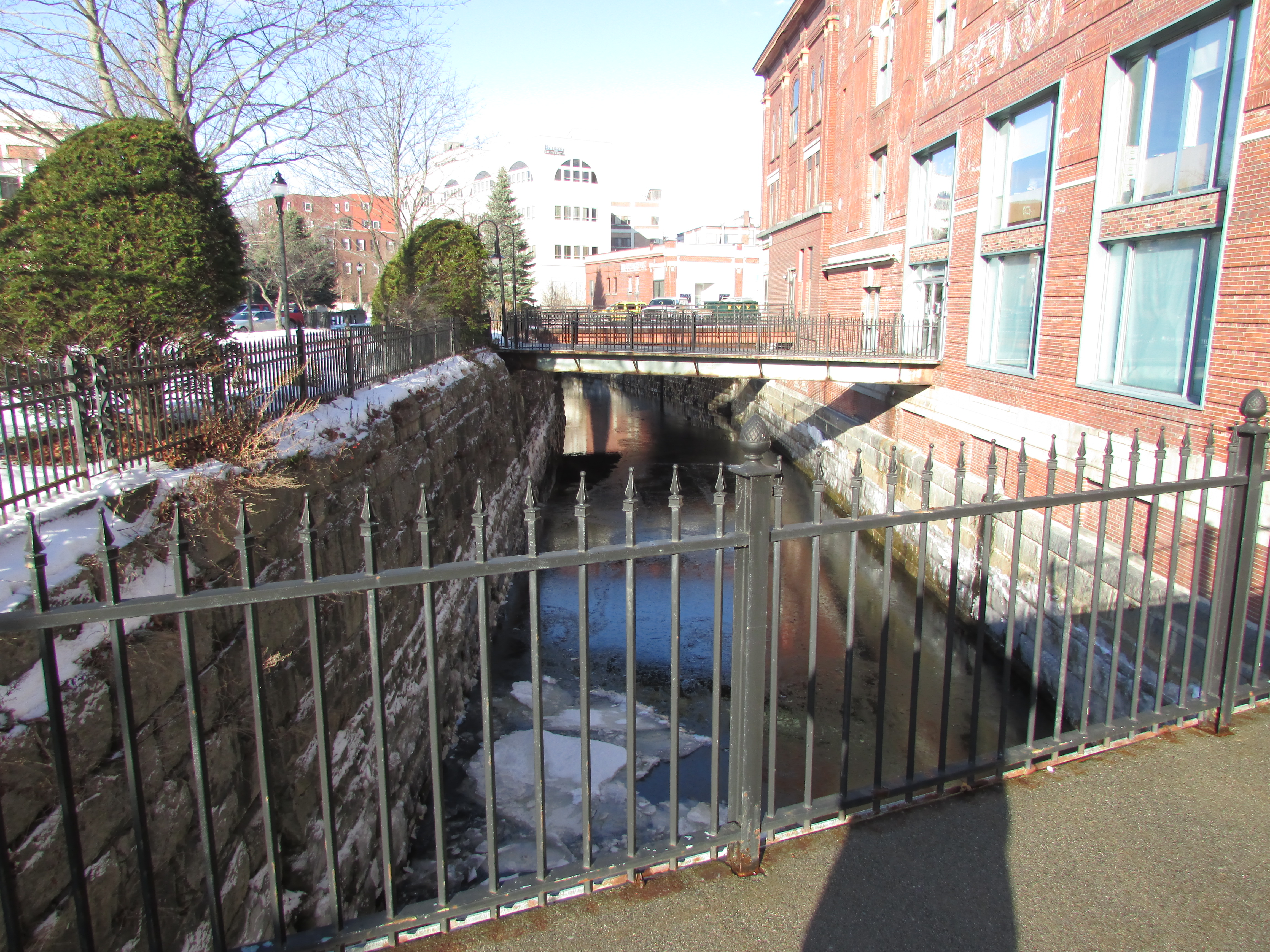
Canal de la Kenduskeag passant dans le centre-ville de Bangor.
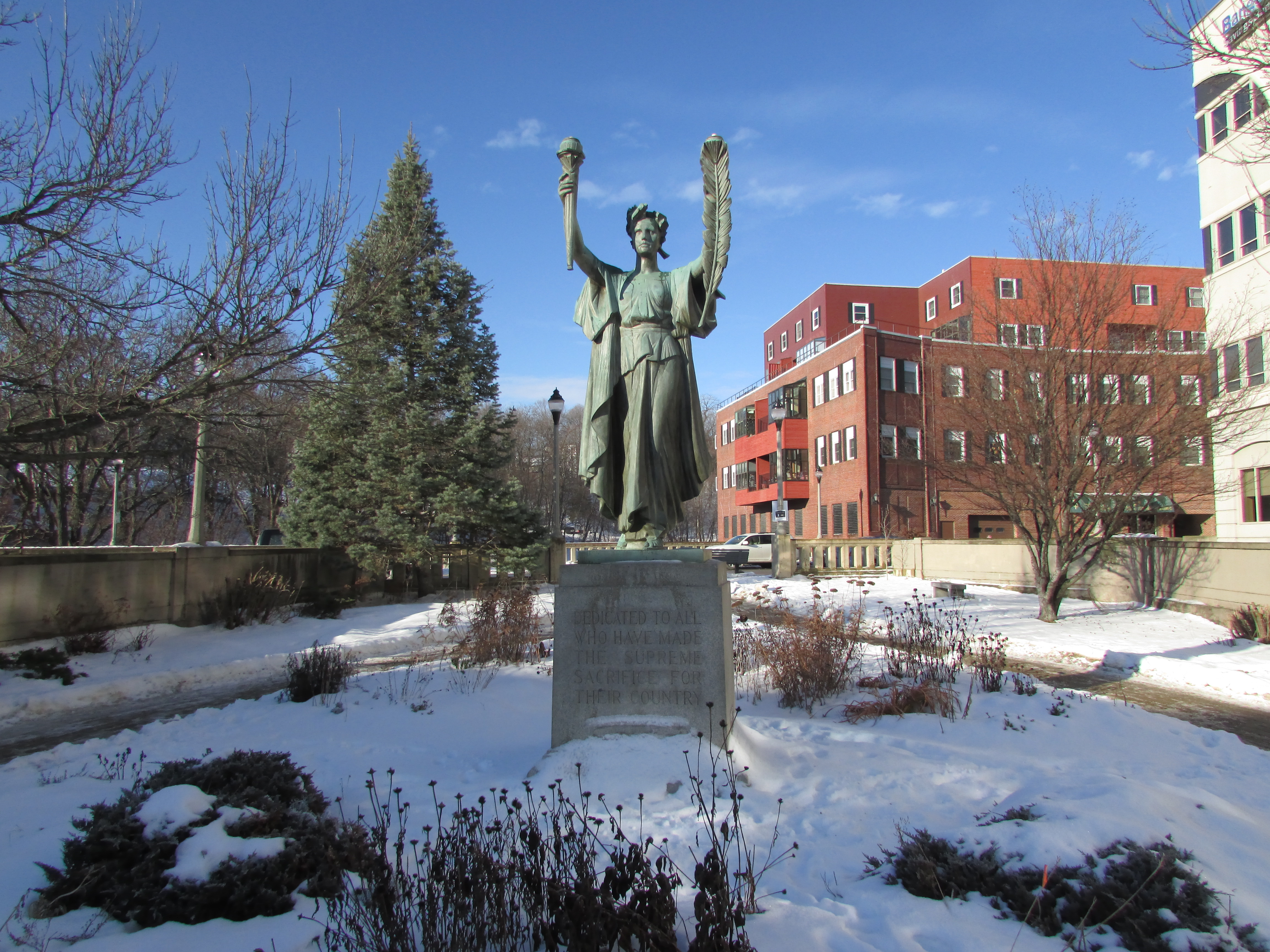
Norumbega Parkway.
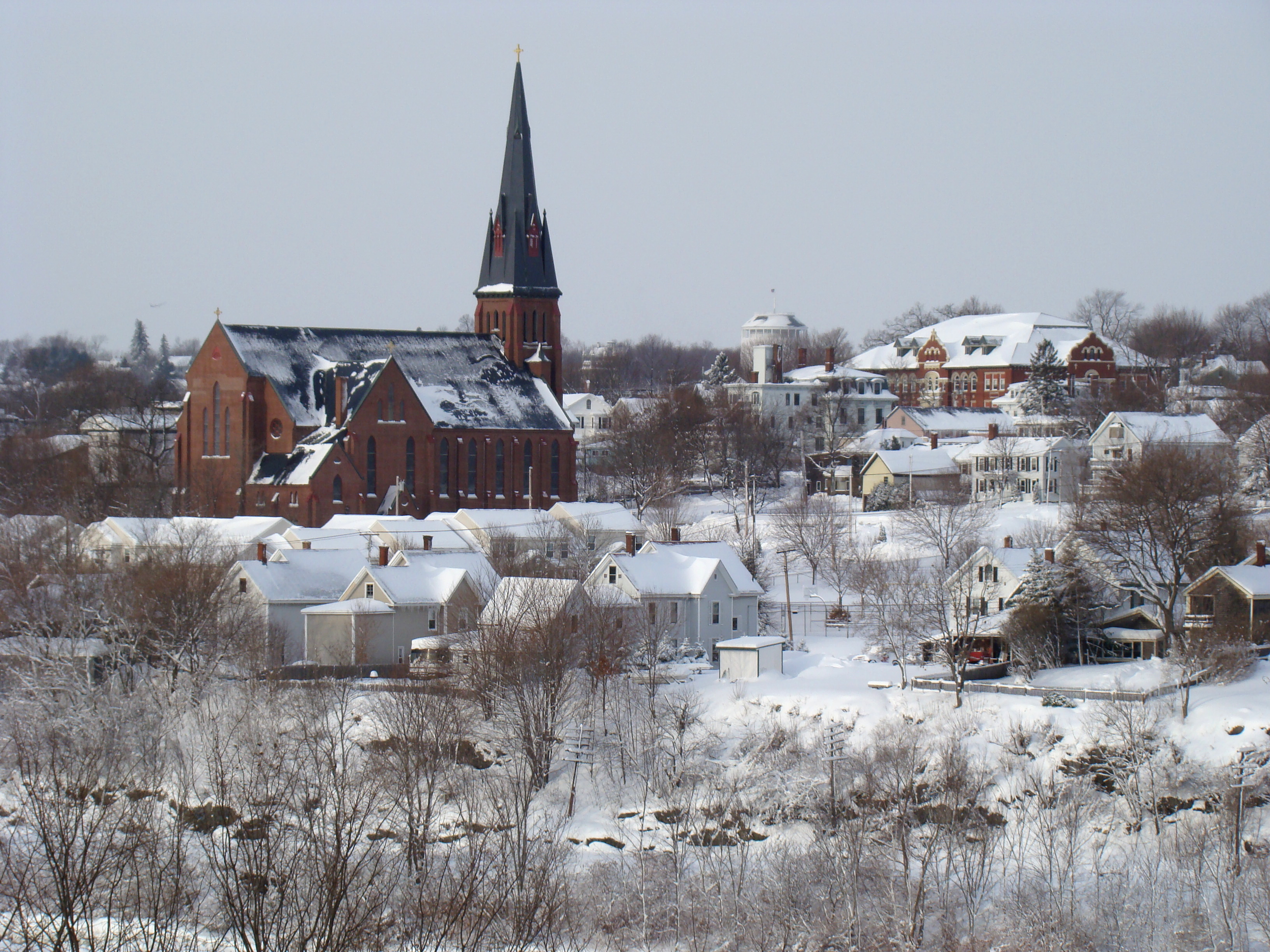
Vue de Bangor.
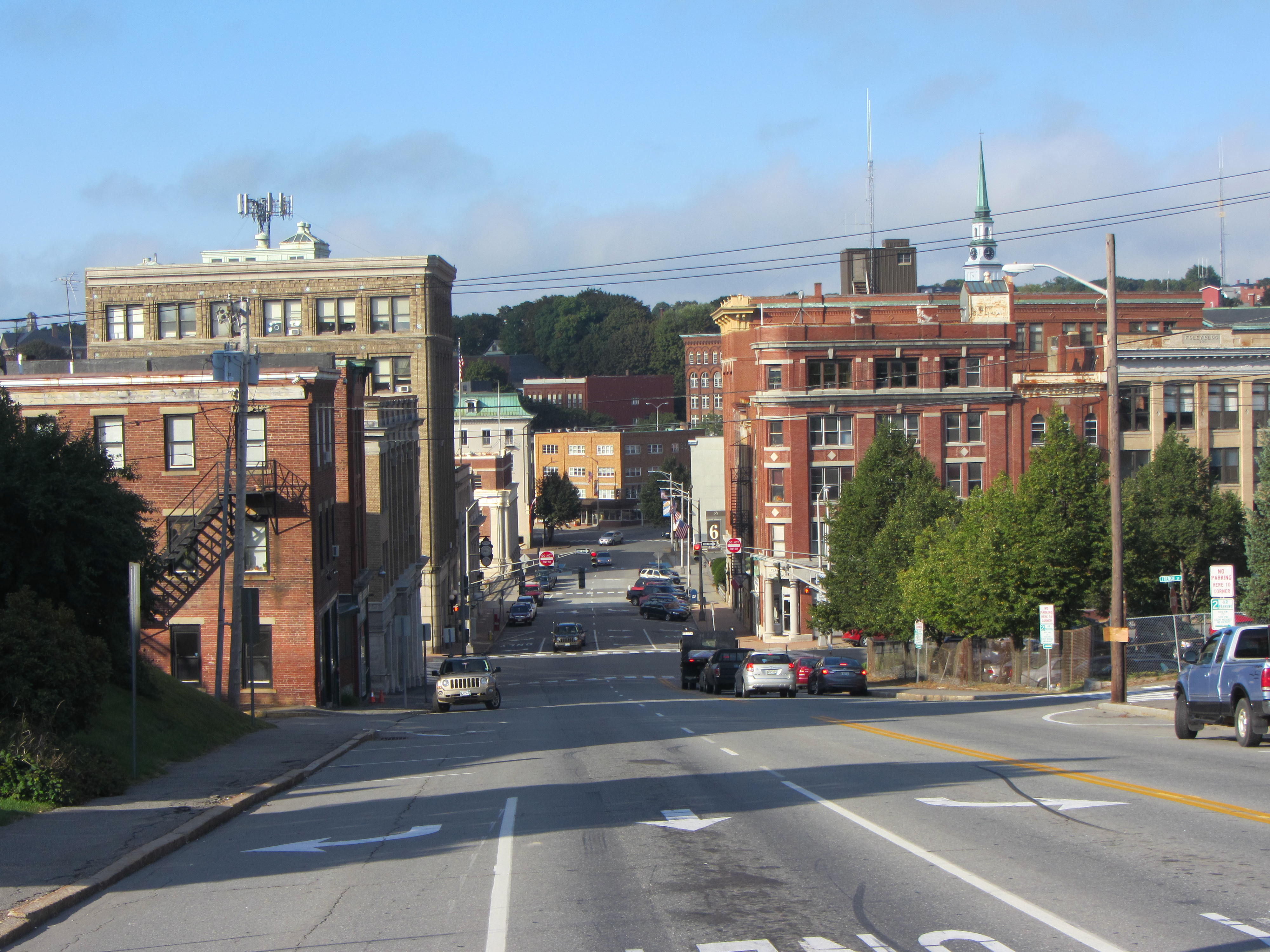
Centre-ville de Bangor.
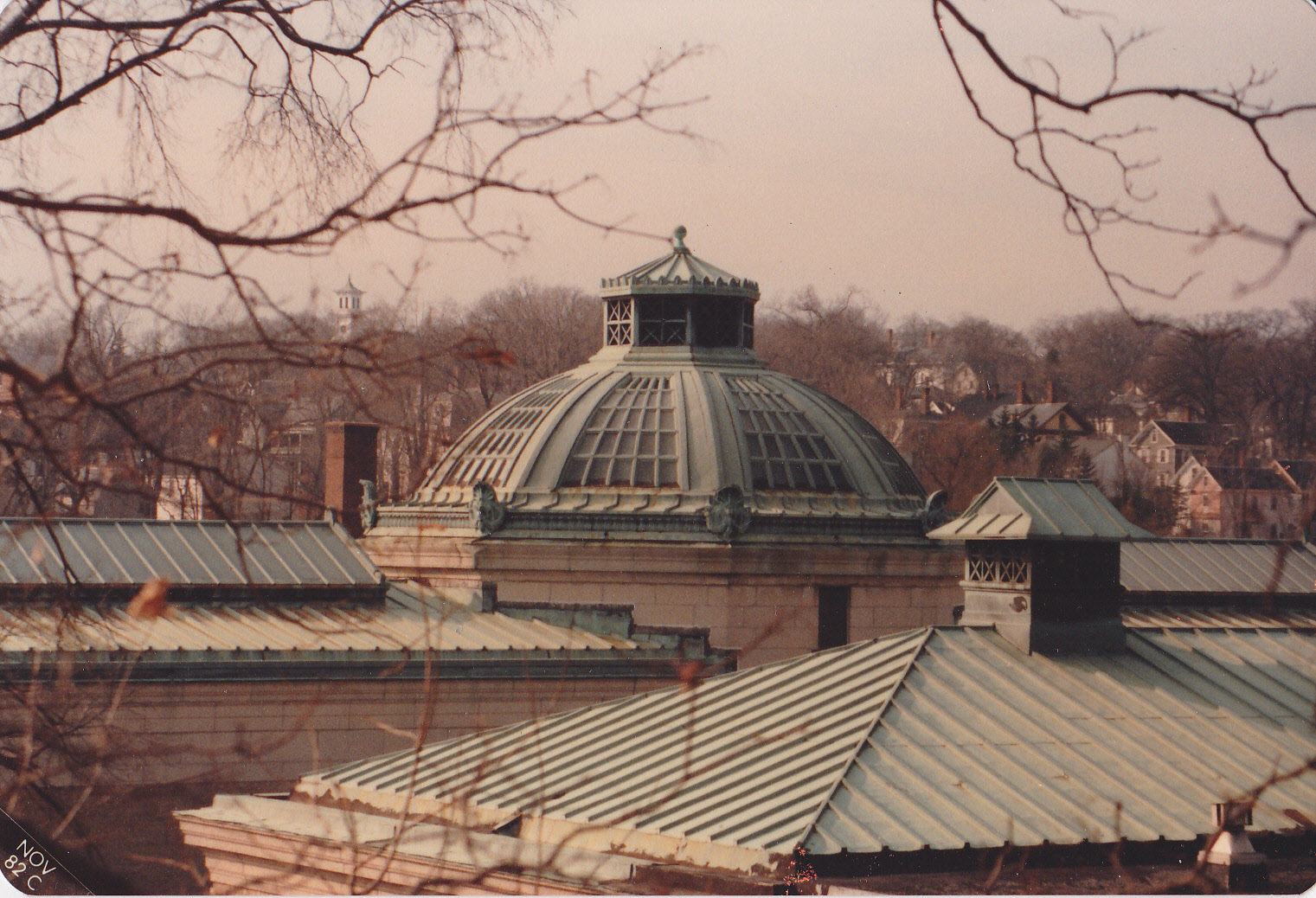
Dôme de la bibliothèque publique de Bangor.
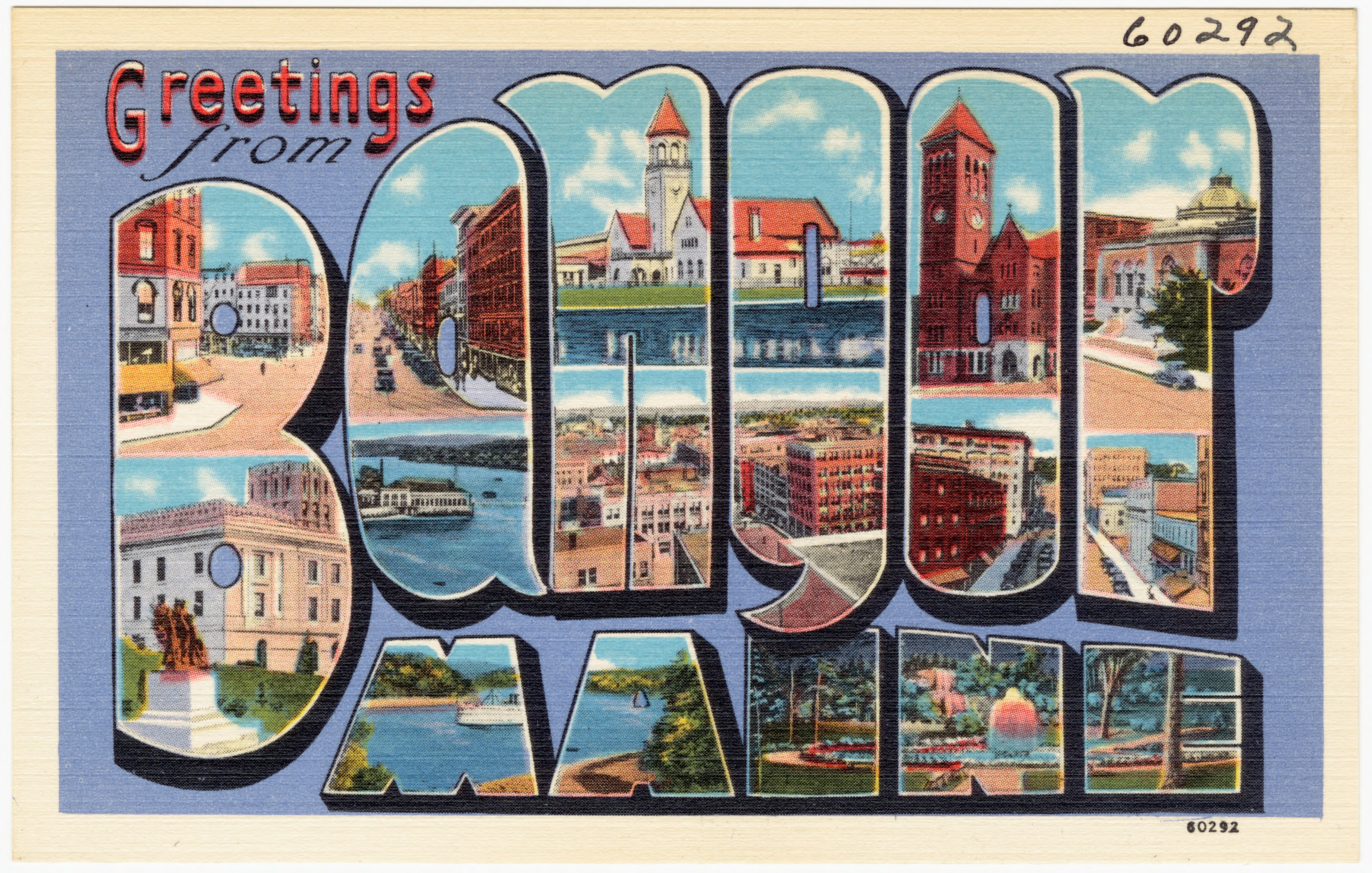
Carte postale de Bangor.
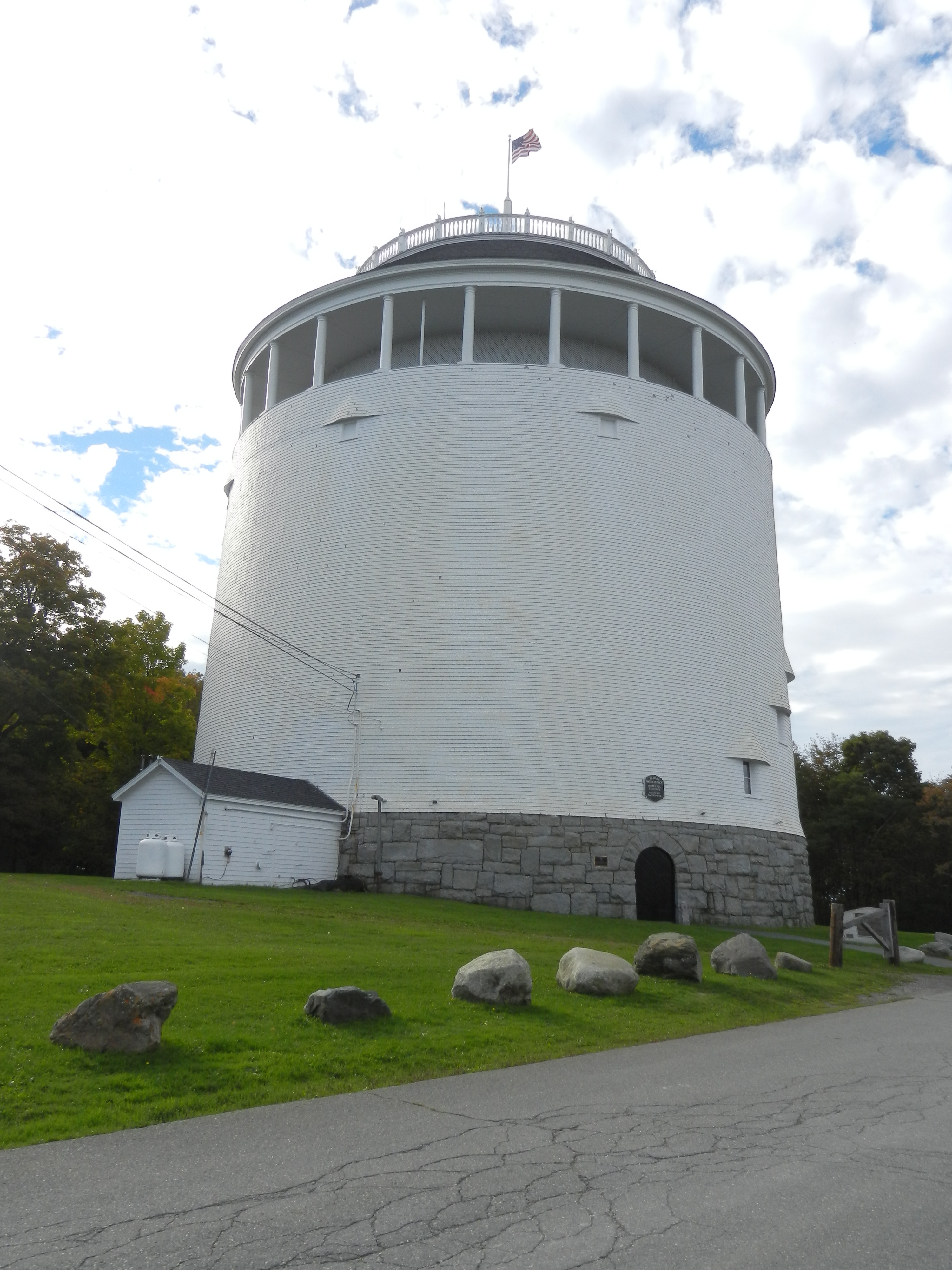
Le Thomas Hill Standpipe (château d'eau) de Bangor.
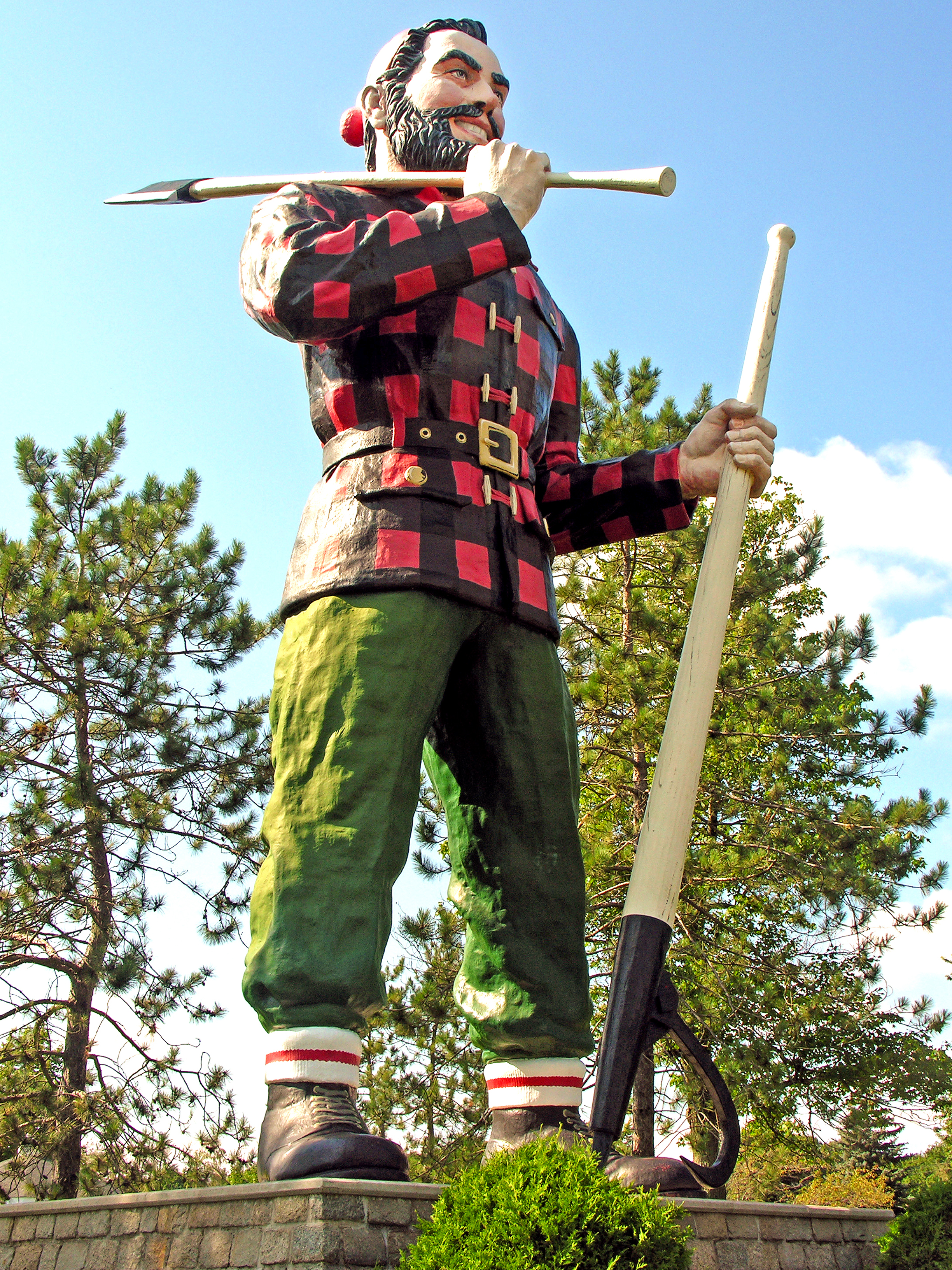
Statue de Paul Bunyan située à l'entrée de la ville.